# 信義快速道路
信義快速道路（簡稱信義快），是一條位於臺灣臺北市東南部山區地帶，用來連接信義區與台北聯絡線萬芳交流道，全長3.2公里的快速道路，於2005年5月14日通車。由於其通車前原有的規劃定位，信義快速道路有時又會被稱為臺北聯絡線信義支線，但它並不具有國道支線的定位，法規上屬臺北市的「一般道路」。

## 簡介

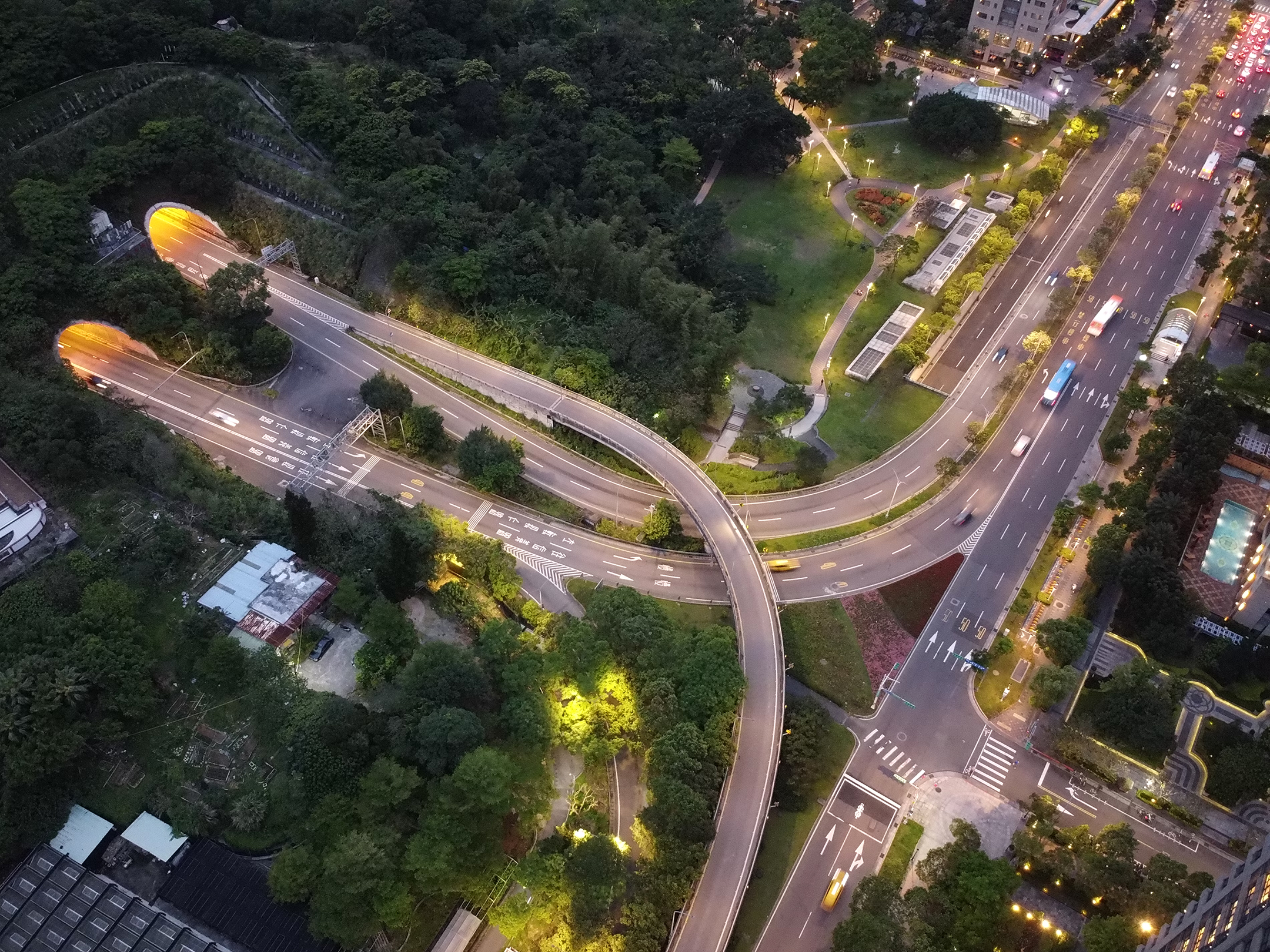
信義快速道路信義路端

信義快速道路原名國道三號臺北聯絡線信義支線，本案原本是以中華民國國道等級的標準來興建的高速公路支線，但最後是由臺北市政府自行編列預算並由新建工程處接手負責修築，因此竣工後定位為臺北市管轄之一般道路，名稱為信義快速道路。
沿線是由兩條長隧道與一座高架橋組成，隧道貫穿阻礙臺北盆地東南緣的象山與拇指山，其中北隧道被命名為「象山隧道」，南隧道則稱為「文山隧道」。往信義區方向（東側隧道），文山隧道長度1405公尺，象山隧道長度986公尺；往文山區方向（西側隧道），文山隧道長度1420公尺，象山隧道長度1000公尺。大略來說兩段隧道長度合計2.4公里，佔整條長度3.2公里的快速道路達四分之三，中間因跨越狹窄的山谷因此興建了一座僅有105公尺的高架橋，雖然總長度不長，但穿越地形複雜因此工程難度非常高。
由於原本臺北市東南部與外圍的新北市之間因為山脈阻隔，長久以來往返兩地之間一直都需繞道它處而增加通勤時間，也造成其它地區的交通負荷，因此信義快速道路除了擔負信義區與高速公路系統之間的連結外，也具有通勤連絡的工能，包括臺北市的木柵、景美及新北市的深坑、新店等地與臺北市區間的運輸便利性都大幅改善。因為這條道路的開通，有多家大臺北地區的公車業者申請了旗下的公車路線變更事宜，以便能配合行走信義快速道路，縮短越區通勤的時間。
由於當初是以國道的標準設計，因此信義快速道路全線皆採雙向各三線道的設計，惟國道速限時速100公里，而信義快速限為時速40至70公里。比較特殊的是三線中的最內側車道原本設計給信義輕軌使用，現在劃為公車與計程車專用車道，一般小客車禁行，是臺灣首見的道路規劃方式。2007年11月1日時，配合交通部試辦開放250cc.以上排氣量的大型重型機車行駛部分高架橋與快速道路的新政策，大型重型機車也開始可以行駛信義快速道路。

## 出入口
| 信義快速道路路線設施里程一覽表 |      |          |                    |                                    |        |               |                                                             |
| 標誌                           | 里程 | 名稱     | 順樁預告           | 逆樁預告                           | 形式   | 通車日        | 銜接道路 →聯絡地區                                          |
|                                | 0.0  | 信義路端 | 公路起點           | 基隆路 市政中心 南港 松山 公路終點 | 匝道   | 2005年5月14日 | 信義路、基隆路 →信義區、南港區、松山區、台北市政府          |
| － 隧道                        |      |          |                    |                                    |        |               |                                                             |
| － 隧道                        |      |          |                    |                                    |        |               |                                                             |
| 出口                           |      | 萬芳     | 高速公路 辛亥路    | 辛亥路 高速公路                    | 雙葉型 | 2005年5月14日 | 台北聯絡線                                                  |
|                                | 3.2  | 木柵路端 | 深坑 木柵 公路終點 | 公路起點                           | 直接式 | 2005年5月14日 | 市道106號（木柵路） · →文山區萬芳社區＆木柵、台北市立動物園 |

## 公車路線
根據2005年5月15日新聞，當時宣布行經信義快速道路的公車有：
1. 欣欣客運棕6路公車：由臺北市立動物園到捷運市政府站（由動物園依原路線調整行經信義快速道路延駛至信義區），2007年1月20日改為雙向行駛、不再行駛動物園至石壁坑路段。
2. 臺北客運南環幹線(原綠1)公車：由新店調度站經捷運新店站到捷運市政府站（原僅由新店安祥路至新光路捷運動物園站和政大，調整後延駛至捷運市府站，以提供新店區民眾至臺北市信義計劃區更便捷之公車服務），2024年7月1日更名為南環幹線。
3. 臺北客運棕7路公車：由新店調度站到捷運市政府站（原僅由新店安祥路至新光路和木柵路捷運木柵站，調整後延駛至捷運市府站，以提供新店區民眾至臺北市信義計劃區更便捷之公車服務）。
4. 指南客運912路線公車：由深坑到捷運市政府站。
5. 新店客運647路公車：由大崎腳到捷運市政府站（647路公車由大崎腳到捷運市政府站路線原需繞駛至羅斯福路及基隆路等路段，調整後由木柵路直達信義計畫區縮短民眾乘車時間）。

### 後來增闢路線
1. 欣欣客運棕18路公車：由國立政治大學到捷運市政府站，部分班次延駛至松山車站。
2. 欣欣客運915路公車：2005年8月22日上路，由捷運景美站至捷運市政府站。
3. 欣欣客運棕21路公車：由政大里到捷運市政府站。
4. 欣欣客運66路公車：2018年10月29日上路，全線配置12輛華德電動低地板公車，由木柵總站到松山車站。

### 已停駛路線
1. 東南客運小10路公車：該路線配合信義快速道路通車，延長營運區間為「捷運市政府站-貓空」，但由於捷運市政府站至萬芳社區間利用率過低，延駛不到一年（2006年1月20日起）即調回原營運區間「萬芳社區-貓空」。
2. 欣欣客運棕3路公車：單循環逆時鐘路線，與棕6路公車為相反之互補路線，2005年8月15日起修改路線，由石壁坑發車先經信義快速道路至信義商圈，再從信義快速道路返回原文山區路線；起訖站標明為捷運市政府站與興隆站，2007年1月20日起停止駛入信義快速道路及信義商圈。（棕6改為雙向）
3. 欣欣客運棕15路公車：原由貓空至捷運動物園站，信義快速道路通車後延駛至捷運市政府站。2008年12月13日起因貓空纜車完工啟用而停駛，為增加班次、改善貓空地區交通而縮線回捷運動物園站，政治大學-捷運市政府站路段由新闢棕18取代。
4. 指南客運282副線：由臺北市立動物園至圓環（由動物園調整行經信義快速道路至圓環，不再繞駛臥龍街、和平東路等路段使路線更為直捷）。（已於2021年3月15日停駛）

## 相關事件
- 2004年3月23日：當時還稱為北二高台北聯絡道信義支線興建工程的信義快速道路，在進行沿線隧道工程時，因為在推進鋼模過程中上方鋼筋倒塌，造成3死5傷的意外。
- 2005年5月1日：台北市在還沒通車的信義快速道路上舉辦十公里路跑賽，成為這條快速道路上首次的正式通行紀錄。這場比賽中曾代表台灣出賽奧林匹克運動會的馬拉松國手吳文騫獲得冠軍，而時任台北市副市長葉金川也實際參與跑完全程。
- 2005年5月14日：正式通車。